# Országos főállatorvos
Az állami állatorvosi szolgálatok az országos főállatorvos felügyelete alá tartoznak. Jellemző feladatkörei közé tartozik az állategészségügyi, állatvédelmi, állatjóléti és az élelmiszerlánc-felügyeleti tevékenységek megszervezése és működtetése. Hivatali tevékenysége mellett agrár- és kereskedelmi diplomáciai szerepet is játszik, hiszen egy ország állategészségügyi és élelmiszerbiztonsági státusza a nemzetközi kereskedelem és turizmus szempontjából kritikus kérdésnek számít. Számos országban kiemelt hivatali pozíció (minisztériumi osztályvezető, főosztályvezető, államtitkár, hatósági vezető, intézetvezető) biztosítja az országos főállatorvos döntési kompetenciáját. Az országos főállatorvos intézményét elismeri és széleskörűen alkalmazza az Állategészségügyi Világszervezet.

## Az országos főállatorvosi intézmény Magyarországon
Az országos főállatorvosi hivatal Magyarországon is létezik, a magyar országos főállatorvos feladatát az élelmiszerláncról és hatósági felügyeletéről szóló 2008. évi XLVI. törvény rögzíti. Ezek közül a legfontosabbak:
- előkészíti a nemzeti élelmiszerlánc-biztonsági stratégiát és az élelmiszerlánc-felügyelettel összefüggő szakmai programokat;
- ellátja az élelmiszerlánc-felügyeleti szerv, a Nemzeti Élelmiszerlánc-biztonsági Hivatal operatív irányítását;
- tájékoztatja a közvéleményt az élelmiszerláncot érintő, országos vagy kiemelt jelentőségű ügyekről;
- kijelöli a nemzeti referencialaboratóriumokat;
- elrendeli élelmiszerlánc-esemény esetén válságstáb felállítását;
- megszervezi és irányítja a Járványügyi Felügyeleti Rendszert.

### Magyarország országos főállatorvosai időrendben[forrás?]
- 1945-1948: Dr. Kolgyári László
- 1948-1953: Dr. Kádár Tibor
- 1953-1953: Dr. Láng Miklós
- 1953-1963: Dr. Pusztai Oszkár
- 1963-1973: Dr. Kádár Tibor
- 1973-1978: Dr. Dénes Lajos
- 1978-1990: Dr. Glózik András
- 1990-1992: Dr. Simor Ferenc
- 1992-1995: Dr. Nagy Attila
- 1995-1996: Dr. Fehérvári Tamás
- 1996-2000: Dr. Bálint Tibor
- 2000-2002: Dr. Németh Antal
- 2002-2005: Dr. Bálint Tibor
- 2005-2010: Dr. Süth Miklós
- 2010-2014: Dr. Kardeván Endre
- 2014- 2022: Dr. Bognár Lajos
- 2022-          :Dr. Pásztor Szabolcs[2]